# Halkomelem

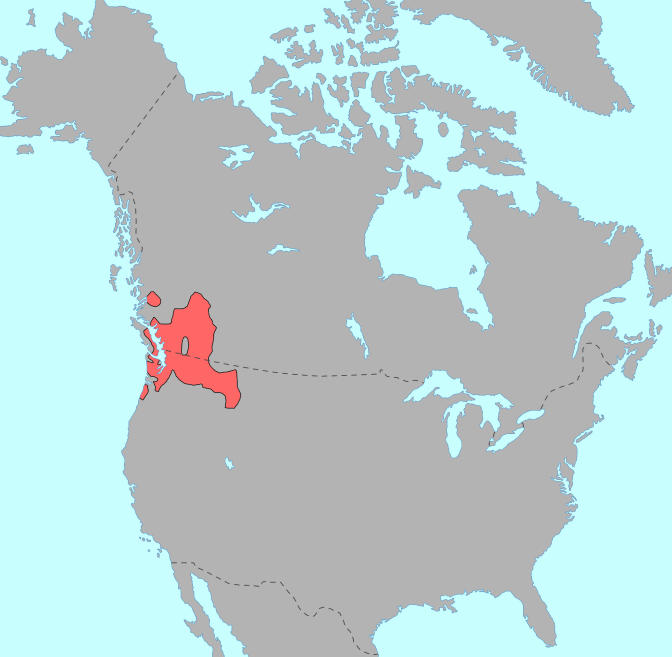
Einstige Verbreitung der Salish-Sprachen in Nordamerika

Halkomelem, auch Halq'eméylem, Hul'qumi'num' und Hən'q'əmin'əm' ist eine Sprache der Indianer-Stämme, die am Fraser River und am Südende von Vancouver Island in British Columbia leben. Halkomelem gehört zur Salish-Sprachfamilie und ist eng verwandt mit dem Idiom der Squamish, Sechelt und Nooksack.
Die Bezeichnung Halkomelem ist die englische Version für eine Sprache, die aus drei verschiedenen Dialekten besteht:
1. Hulquminum / Hul'qumi'num (Island-Dialekt) oder "Cowichan" (im Bereich der Georgia Strait insbesondere auf Vancouver Island, dort umfasst das Sprachgebiet das Territorium der Städte Duncan und Nanaimo; gesprochen von heute sieben First Nations sowie den Lake Cowichan (Ts'uubaa-asatx), die ursprünglich jedoch eine Südliche Wakashan-Sprache sprachen)
2. Hunquminum (Hǝn̓q̓ǝmin̓ǝm̓ / H?n'q'?min'?m') (Downriver-Dialekt) oder "Musqueam" (im Lower Mainland in und um Vancouver sowie im Fraser River Delta und am Unterlauf des Fraser River; gesprochen von heute sieben First Nations, die sich zwar als sprachlich-kulturell verwandte Ethnien betrachten - jedoch nicht als Stó:lō identifizieren (obwohl in der Fachliteratur zumeist diesen zugerechnet), sondern sich heute oft als “Musqueam” bezeichnen.)
3. Halqemeylem / Halq’eméylem (Upriver-Dialekt) oder "Stó: lō" (flussaufwärts entlang des Fraser River von Matsqui nach Yale; gesprochen von heute 24 Sto:lo First Nations am oberen Fraser River)

Das Wort „Halq'eméylem (Halkomelem)“ kommt vom Ortsnamen Leq'ámel/Leq'á:mel (im Englischen als "Nicomen Island" bekannt) und bedeutet „Ebener/Flacher Ort/Haus, an dem sich Menschen treffen“, dieser Ortsname wiederum kommt vom Halq'eméylem Wort leq'  - „eben/flach“ und lá:lém -  „Haus“ bzw. „Ort zum Wohnen“. Die heutige Leq'á:mel First Nation (früher: Lakahahmen First Nation) hat hier ihr traditionelles Territorium. „Leq'ámel/Leq'á:mel“ war einst einer der beliebtesten Handelsstopps im Stó:lō-Territorium und liegt an der Grenze der Upriver/Downriver Dialekte der Sprache. Die korrekte indigene Bezeichnung für die Sprache lautet Halq'eméylem Sqwéltel („Halkomelem-Sprache“; Sqwéltel bedeutet „Sprache“) bzw. Halq'emeyleqel (die Endung -qel oder -eqel bedeutet wörtlich „von im Hals“.) Verwandte Wörter für „sprechen“ bzw. „Sprache“ sind: qwà:l für „sprechen“ das die Wurzel für sqwéltel ist - wörtlich: „das Werkzeug/Gerät zum Sprechen“, sqwà:l für „Wort“ bzw. „Sprache“ und sqwélqwel für „wahre Geschichte, Nachrichten“. 
1977 stellte Brent Galloway von der University of California in Berkeley die erste Grammatik des Upriver-Halkomelem zusammen und entwickelte die heute offizielle Orthographie der Sto:lo-Sprache. Er arbeitet gegenwärtig an einem Halkomelem-Wörterbuch. Laut Galloway fassen einige Halkomelem-Wörter "das gesamte kulturelle Wissen zusammen". Die Sprache drückt eine mündliche Überlieferung aus, die eine komplette Weltanschauung widerspiegelt und die sich durchaus von der englischen oder anderen europäischen Sprachen unterscheidet.
Halkomelem war fast ausgestorben, weil die indianischen Kinder zwangsweise in die von Weißen eingerichteten Residential Schools geschickt wurden. Im Jahr 2000 schätzte man die Zahl der Sprecher, die fließend Halkomelem beherrschten, auf weniger als ein Dutzend, nach anderen Angaben auf weniger als 100. Zur Rettung der Sprache wurden daraufhin Sprach-Programme entwickelt, für die die Sto:lo Nation, die Seabird Island First Nation und die Cowichan First Nation verantwortlich waren. Ein Erwachsenen-Programm für Angehörige der Musqueam ist durch die Zusammenarbeit zwischen dem Stamm und der Universität von British Columbia in Vancouver entstanden.

## Einige Wörter und Redewendungen auf Halq'eméylem
| Deutsch          | Halq'eméylem    |
| ---------------- | --------------- |
| Hallo/Begrüßung  | Kwéleches       |
| Wie geht es dir? | Lichewx we eyo  |
| Mir geht es gut  | Tsel we eyo     |
| Danke            | Kw'as hoy       |
| Wie heißt du?    | Tewat te' skwix |
| eins             | Letse           |
| zwei             | Isa:le          |
| drei             | Lhi:xw          |
| vier             | Xe'o:thels      |
| fünf             | Lheq'a:tses     |
| sechs            | T'xem           |
| sieben           | Tho:kws         |
| acht             | Teqa:tsa        |
| neun             | Tu:xw           |
| zehn             | O:pel           |

## Halkomelem sprechende Gruppen

### Hulquminum (Hul’q’umi’num’: Island Dialekt) bzw. Cowichan
- Cowichan Tribes[4] (Eigenbezeichnung: Quw'utsun Mustimuhw / Quw'utsun Hwulmuhw - "Volk des warmen Landes"), Nachfahren von sieben Siedlungsgruppen bzw. Bands:
  - Quamichan (Eigenbez.: Kwa'mutsun / Kwa'mutsus - "Volk von Kwa'mutsun / Kwa'mutsus, d. h. von Quamichan")
  - Clem Clemluts (Eigenbez.: Lhumlumluts' / lhumlhumuluts'  - "Volk von Lhumlumluts' / lhumlhumuluts', d. h. von Clem Clem (Duncan)")
  - Comiekan (auch: Komiakin, Eigenbez.: Qw'umiyiqun)
  - Somena (Eigenbez.: S-amuna'  - "Volk von S-amuna', d. h. von Somenos (Duncan)")
  - Kilpalus (Eigenbez.: Tl'ulpalus Hwulmuhw - "Volk von Tl’ulpalus, d. h. der  Cowichan Bay")
  - Khenipsen (Eigenbez.: Xinupsum / Hinupsum - "Volk von Xinupsum / Hinupsum, d. h. von Green Point (Duncan)") und
  - Koksilah (Eigenbez.: Xwulqw'selu / Hwulqwselu - "Volk von Xwulqw'selu / Hwulqwselu, d. h. von Koksilah")[5][6]
- Halalt ("Volk von Xeláltxw, d. h. der Siedlung der "markierte/bemalten Häuser")
- Lyackson (Eigenbez.: Laayksen Mustimuhw  - "Volk von Laayksen, d. h. vom Ort der Douglasien")
- Malahat (Hul’q’umi’num’-Eigenbez.: Me'luxulh, im Northern-Straits-Salish-Dialekt SENĆOŦEN (Saanich) jedoch: MÁLEXEȽ; werden heute allgemein zu den W̱SÁNEĆ (Saanich)-Völkern gezählt)
- Nanoose (Eigenbez.: Snuw'nuw'us / Snaw-naw-as - "Volk der Nanoose Bay")
- Penelakut (auch: Peneluxuthh' , Eigenbezeichnung: Puneluxutth / Spune'luxutth' Mustimuhw - "Volk von Penálexet auf Penelakut Island (Kuper Island))
- Snuneymuxw ("Volk von Snuneymuhw, d. h. von Nanaimo")

### Hunquminum (H?n'q'?min'?m': Downriver Dialekt) bzw. Musqueam
- Burrard
- Coquitlam
- Katzie
- Kwantlen
- Musqueam
- Tsawwassen

### Halqemeylem (Halq’eméylem: Upriver Dialekt)
- Aitchelitz
- Chawathil
- Cheam
- Chehalis
- Kwawkwawapilt
- Lake Lakahahmen
- Matsqui
- Ohamil
- Peters
- Popkum
- Scowlitz
- Seabird Island
- Skawahlook
- Skowkale
- Skwah
- Skway
- Soowahlie
- Squiala
- Sumas
- Tsakuam
- Tzeachten
- Union Bar
- Yakweakwioose
- Yale[7]